# Municipio de Locust Grove (condado de Jefferson)
El municipio de Locust Grove (en inglés: Locust Grove Township) es un municipio ubicado en el condado de Jefferson en el estado estadounidense de Iowa. En el año 2010 tenía una población de 768 habitantes y una densidad poblacional de 8,04 personas por km².

## Geografía
El municipio de Locust Grove se encuentra ubicado en las coordenadas 41°1′55″N 92°7′24″O / 41.03194, -92.12333. Según la Oficina del Censo de los Estados Unidos, el municipio tiene una superficie total de 95.5 km², de la cual 95,39 km² corresponden a tierra firme y (0,12 %) 0,11 km² es agua.

## Demografía
Según el censo de 2010, había 768 personas residiendo en el municipio de Locust Grove. La densidad de población era de 8,04 hab./km². De los 768 habitantes, el municipio de Locust Grove estaba compuesto por el 98,96 % blancos, el 0,26 % eran afroamericanos, el 0,26 % eran amerindios, el 0,13 % eran de otras razas y el 0,39 % eran de una mezcla de razas. Del total de la población el 2,34 % eran hispanos o latinos de cualquier raza.